# موتور موسی نارويي
موتور موسی نارويي (بالإنجليزية: Mowtowr-e Musa Naruyi)‏ هي منطقة سكنية تقع في سيستان وبلوتشستان في إيران.